# 379

## Události
- Antiošská synoda, které předsedá Melétios z Antiochie, dochází k zásadní dogmatické shodě mezi Východem a Západem v průběhu ariánské krize.
- dobytí města Siang-jang Fu Ťienem.

## Úmrtí
1. leden – Basileios Veliký řecký raně křesťanský teolog

## Hlavy států
- Papež – Damasus I. (366–384)
- Římská říše – Theodosius I. (východ) (379–395), Gratianus (západ) (375–383) + Valentinianus II. (západ) (375–392)
- Perská říše – Šápúr II. (309–379) » Ardašír II. (379–383)